# Lijst van schilderijen in het Centraal Museum/C
Lijst van schilderijen in het Centraal Museum met werken van schilders van wie de achternaam begint met de letter C. Vermeldingen in het grijs geven aan dat het werk geen deel meer uitmaakt van de collectie van het Centraal Museum, bijvoorbeeld omdat het in bruikleen gegeven is aan een andere instelling of omdat het teruggegeven is aan de bruikleengever.
| Inventarisnummer | Toeschrijving                    | Titel | Datering  | Afbeelding |
| ---------------- | -------------------------------- | --- | --------- | ---------- |
| 12383            | Jacob van Campen                 | Diogenes op de markt van Athene                                                                                 | 1628      |            |
| 14589            | François Carlebur                | Gezicht op Dordrecht                                                                                            | 1870-1890 |            |
| 12223            | Hendrik Carré                    | Portret van Willem IV Zie Portretten van Willem IV en Anna van Hannover                                         | 1756      |            |
| 12224            | Hendrik Carré                    | Portret van Anna van Hannover Zie Portretten van Willem IV en Anna van Hannover                                 | 1756      |            |
| 22034            | Giorgio de Chirico               | Ifigenia | 1923      |            |
| 28850            | John Clem Clarke                 | Abstract with cow                                                                                               | 1971      |            |
| 15271            | Omgeving van Pieter Codde        | Portret van Cornelis van Werckhoven                                                                             | 1635-1640 |            |
| 2545             | Johan George Colasius            | Portret van Adriaan Reland                                                                                      | 1712-1713 |            |
| 2544             | Christiaen van Colenbergh        | Portret van een familie                                                                                         | Ca. 1660  |            |
| 6603             | Jan ten Compe                    | De Wittevrouwenpoort en de Wittevrouwensingel te Utrecht                                                        | 1740-1750 |            |
| 6849             | Jan ten Compe                    | De Catharijnesingel met de stadswal en de Smeetoren te Utrecht                                                  | 1740-1760 |            |
| 26875            | Eli Content                      | Deborah | 1988      |            |
| 12015 a          | Giovanni Costetti                | Portret van Romano Guarnieri                                                                                    | 1941      |            |
| 28875            | Robert Cottingham                | Vision | 1973      |            |
| 22124            | Gustave Courbet                  | De golf | Ca. 1869  |            |
| 2547             | Martinus de la Court             | Portret van Paulus Voet van Winssen Zie Portretten van Paulus Voet van Winssen en Engelberta van Brienen        | 1703      |            |
| 2546             | Martinus de la Court             | Portret van Engelberta van Brienen Zie Portretten van Paulus Voet van Winssen en Engelberta van Brienen         | 1703      |            |
| 18042            | Martinus de la Court             | Portret van Johannes Voet Zie Portretten van Johannes Voet en Magdalena de Sadelaer                             | 1703      |            |
| 18043            | Martinus de la Court             | Portret van Magdalena de Sadelaer Zie Portretten van Johannes Voet en Magdalena de Sadelaer                     | 1703      |            |
| 18044            | Martinus de la Court             | Portret van Anna Elisabeth Voet                                                                                 | 1703      |            |
| 2543             | Reinier Craeyvanger              | De Stadhuisbrug te Utrecht                                                                                      | 1833      |            |
| 2542             | Omgeving van Reinier Craeyvanger | Gefantaseerd stadsgezicht                                                                                       | 1830-1840 |            |
| 22103            | Jos Croin                        | Notre Dame Paris                                                                                                | 1948      |            |
| 8893             | Pieter Frederik de la Croix      | Portret van Frans Verschoor Zie Portretten van Frans Verschoor en Isabella Sophie van der Muelen                | 1738      |            |
| 8894             | Pieter Frederik de la Croix      | Portret van Isabella Sophie van der Muelen Zie Portretten van Frans Verschoor en Isabella Sophie van der Muelen | 1738      |            |
| 2538             | Abraham Cuylenborch              | Venus en Cupido                                                                                                 | 1640-1650 |            |
| 2539             | Abraham Cuylenborch              | Venus en Cupido                                                                                                 | 1640-1650 |            |
| 2541             | Abraham Cuylenborch              | Diana en Actaeon                                                                                                | Ca. 1650  |            |
| 2540             | Abraham Cuylenborch              | De terugkeer van de verloren zoon                                                                               | 1657      |            |
| 12644            | Cornelis van Cuylenburgh (II)    | Strijkster | 1825      |            |